# Hans Leisegang
Hans Leisegang (13 maart 1890, Blankenburg - 5 april 1951, Berlijn) was een Duits filosoof, die zich vooral heeft beziggehouden met het onderzoeken, analyseren en systematiseren van Weltanschauungen, waarbij hij diverse -alle evenzeer geldige- denkvormen onderscheidde, zoals onder meer het rechtlijnige en het cyclische type (Denkformen, 1928).
- Bibsys: 90191593
- Biblioteca Nacional de España: XX997646
- Bibliothèque nationale de France: cb12785156d (data)
- CiNii: DA07357542
- Gemeinsame Normdatei: 11877932X
- International Standard Name Identifier: 0000 0001 1804 1423
- Library of Congress Control Number: no98112054
- Mathematics Genealogy Project: 181740
- Bibliotheek van het Japanse parlement: 00539721
- Nationale Bibliotheek van Tsjechië: jn20010525186
- Nationale bibliotheek van Australië: 36555707
- Nationale Bibliotheek van Israël: 987007264480705171
- Nationale Bibliotheek van Polen: a0000002653684
- Nationale en Universitaire bibliotheek Zagreb: 000494383
- Nederlandse Thesaurus van Auteursnamen: 070661200
- Réseau des bibliothèques de Suisse occidentale: 02-A000103849
- LIBRIS: 211264
- Système universitaire de documentation: 050132334
- Trove: 1290040
- Virtual International Authority File: 44425530
- WorldCat: E39PBJyCGtTyjMjWmQdpfJvT73